# Contea di Chippewa (Wisconsin)
La contea di Chippewa (in inglese, Chippewa County) è una contea dello Stato del Wisconsin, negli Stati Uniti. La popolazione al censimento del 2000 era di 55 195 abitanti. Il capoluogo di contea è Chippewa Falls.